# フランスアルプス

フランスアルプスの地図

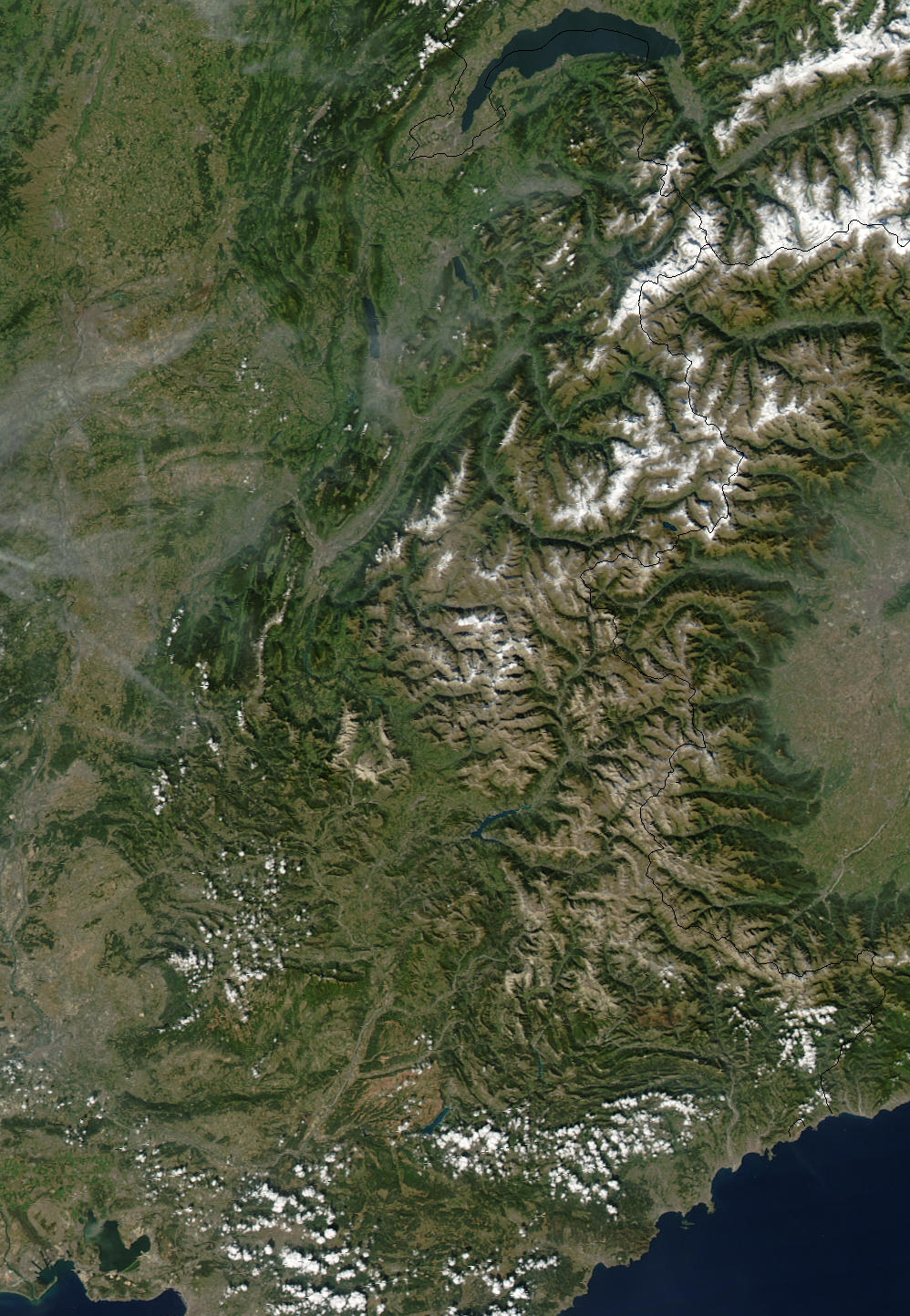
フランスアルプスの航空写真

フランスアルプス（仏: Alpes françaises、英: French Alps）は、フランスにある山地で、西アルプス山脈の一部。アルプス山脈のうちフランス領の地域の総称で、オーヴェルニュ＝ローヌ＝アルプ地域圏とプロヴァンス＝アルプ＝コート・ダジュール地域圏にまたがる。
フランスアルプスには、フランスのみに属する山々もある一方で、モンブラン山塊のようにスイスやイタリアにまたがる山々もある。フランスアルプス最高峰のモンブランは、標高4807mでフランスとイタリアの国境にあり、アルプス山脈や西ヨーロッパの中でも最高峰である。
フランスアルプスに位置する主な町には、グルノーブル、シャモニー＝モン＝ブラン、アヌシー、シャンベリ、エヴィアン＝レ＝バン、アルベールヴィル、ギャップ、ブリアンソンなどがある。

## スポーツ
フランスアルプスではさまざまなスポーツが盛んである。冬にはスキーやスノーボード、スノーシューやそり遊びなどが行われ、夏にはグライダー、ハイキング、登山、サイクリング、ロッククライミングなどが多く行われる。

### オリンピック
2024年7月、フランスアルプスは2030年冬季オリンピック（フランスアルプス2030）の開催地に選ばれた。オリンピックの開催地に都市などの自治体ではなく地域が選ばれるのは初である。雪上スポーツがフランスアルプスで行われ、氷上スポーツの多くはニースで行われる予定である。
また、フランスアルプスに位置する都市や町では過去に3度の冬季オリンピックが開催された。なお、1924年大会は冬季オリンピックの第1回大会である。
- 1924年シャモニー・モンブランオリンピック
- 1968年グルノーブルオリンピック
- 1992年アルベールビルオリンピック